# 非対角長距離秩序
物理学において、非対角長距離秩序（ひたいかくちょうきょりちつじょ、英: off-diagonal long range order）、またはODLROとはボース＝アインシュタイン凝縮(BEC)や超流動等の巨視的な量子現象を示す系が持つ性質の一つ。量子多体系で1粒子密度行列の異なる2点での値、すなわち非対角成分が遠く離れた場合でも消えない状態であるとき、系はODLROを持つという。BECでは熱力学的極限でもゼロとならずに残る、この非対角成分は凝縮体の波動関数と呼ばれる秩序変数の存在を意味する。ODLROの概念は1950年代に物理学者オリバー・ペンローズによって、導入された。また、ODLROという名を与えたのは、物理学者楊振寧である。

## 概要
場の生成消滅演算子{\displaystyle {\hat {\psi }}^{\dagger }(x),{\hat {\psi }}(x)}に対し、
{\displaystyle \rho _{1}(x,y)=\langle {\hat {\psi }}^{\dagger }(x){\hat {\psi }}(y)\rangle }
で定義される相関関数を1粒子密度行列という。ここで、期待値<…>は密度演算子{\displaystyle {\hat {\rho }}}による対角和{\displaystyle \operatorname {Tr} ({\hat {\rho }}\cdots )}で与えられるものである。1粒子密度行列の対角成分{\displaystyle x=y}は、粒子数密度である。一方、非対角成分{\displaystyle x\neq y}は、系が純粋状態の場合には、ある状態から位置{\displaystyle x}にあった粒子を消し、位置{\displaystyle y}に加えた状態への確率振幅に相当する。
ここで、非対角成分において、2点{\displaystyle x,\,y}の距離が離れた極限で
{\displaystyle \lim _{|x-y|\to \infty }\rho _{1}(x,y)\neq 0}
を満たすとき、系は非対角長距離秩序（ODLRO）を持つという。こうした性質は1粒子密度演算子の最大固有値が全粒子数のオーダー程度に大きいことを意味する。固体結晶の持つ対角的な長距離秩序とは本質的に異なり、ODLROは量子力学的なコヒーレンスで生じる長距離相関によってもたらされるものである。
1粒子密度行列の振る舞いを具体的に見るために、場の演算子を、
{\displaystyle {\hat {\psi }}^{\dagger }(x)={\frac {1}{\sqrt {V}}}\sum _{k}{\hat {a}}_{k}^{\dagger }e^{-ikx},\quad {\hat {\psi }}(x)={\frac {1}{\sqrt {V}}}\sum _{k}{\hat {a}}_{k}e^{ikx}}
と波数{\displaystyle k}でフーリエ展開すると、系が空間的に一様で並進対称性を持てば、1粒子密度行列は
{\displaystyle \rho _{1}(x,y)={\frac {1}{V}}\sum _{k}\langle {\hat {n}}_{k}\rangle e^{-ik(x-y)}={\frac {\langle {\hat {n}}_{0}\rangle }{V}}+{\frac {1}{V}}\sum _{k\neq 0}\langle {\hat {n}}_{k}\rangle e^{-ik(x-y)}}
と表すことができる。但し、{\displaystyle {\hat {n}}_{k}={\hat {a}}_{k}^{\dagger }{\hat {a}}_{k}}であり、第二式から第三式の移行では、波数{\displaystyle k=0}の成分とそれ以外の成分の項を分けている。{\displaystyle |x-y|\to \infty }とする極限をとると第二項の指数{\displaystyle e^{-ik(x-y)}}は激しく振動し、打ち消しあいゼロとなるため、
{\displaystyle \lim _{|x-y|\to \infty }\rho _{1}(x,y)={\frac {\langle {\hat {n}}_{0}\rangle }{V}}}
が成り立つ。粒子数密度{\displaystyle N/V}を一定に保ったまま、全粒子数{\displaystyle N}と体積{\displaystyle V}を無限大とする熱力学的極限で、{\displaystyle \langle {\hat {n}}_{0}\rangle /V}が消えずに残り、ODLROが現れるには、{\displaystyle \langle {\hat {n}}_{0}\rangle }が粒子数に比例して増えなくてはならない。フェルミ粒子系の場合、パウリの排他律により、{\displaystyle \langle {\hat {n}}_{0}\rangle \leq 1}であるから一粒子レベルではODLROを持たない。一方、ボース粒子系の場合、波数{\displaystyle k=0}の状態にボース＝アインシュタイン凝縮すると、全粒子数に比例して{\displaystyle \langle {\hat {n}}_{0}\rangle }が増えるため、ODLROが生じることになる。